# Monte Pissis
Pour les articles homonymes, voir Pissis.
Le Monte Pissis est une montagne d'Argentine. Avec 6 792 mètres d'altitude, il est le troisième sommet des Andes après l'Aconcagua et le Nevado Ojos del Salado. Il s'agit d'un volcan endormi.

## Toponymie
Bien qu'il s'agisse d'un volcan, le sommet figure sur la cartographie de l'IGN argentin, sous le toponyme de Monte Pissis, en français : mont Pissis (planche 1:500 000 no 2769 III).
Il a été, par le passé, confondu avec un autre volcan qui est situé 18 km plus à l'est, le Cerro del Nacimiento del Jagüé (5 830 m), qui donne naissance au río Jagüé. Il est également connu sous son nom quechua : Pillanhuasi.
Son nom moderne lui est attribué en 1885 par la Comisión Chilena de Exploración del Desierto, commandée par Francisco Javier San Román (es). Il est nommé en l'honneur du géographe français Pierre Joseph Aimé Pissis, membre de l'Académie des sciences et topographe du Chili au milieu du XIXe siècle. Son nom coïncide de manière fortuite avec le mot pissi qui signifie « petit » en langue kakane ; malgré les dimensions imposantes de cette montagne, ce mot fait allusion au fait que le volcan ne fait pas partie de la branche principale de la cordillère des Andes, mais plutôt d'une cordillère secondaire.

## Géographie

### Situation, topographie

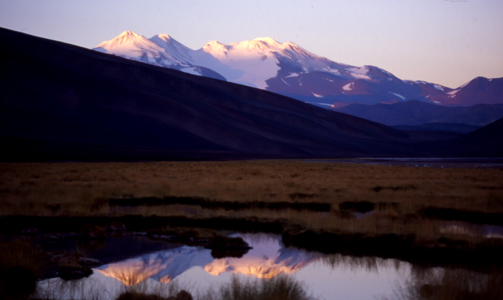
Le Monte Pissis vu depuis la Salina de la Laguna Verde au nord-est.

Le Monte Pissis est situé dans le Nord-Ouest de l'Argentine, à cheval entre les départements de Vinchina et Tinogasta des provinces de La Rioja et Catamarca. Il se trouve dans le centre de la cordillère des Andes, dans la Puna de Atacama, au sud de l'Altiplano. Il est entouré par le Cerro Bonete Chico au sud, la frontière chilienne à l'ouest et la Salina de la Laguna Verde au nord-est.
La montagne culmine à 6 792 mètres d'altitude ce qui en fait le troisième plus haut sommet de la cordillère des Andes après l'Aconcagua et le Nevado Ojos del Salado,,. Jusqu'en 2007, différentes altitudes étaient rencontrées : 6 779, 6 793, 6 795 ou encore 6 882,,. Depuis, l'altitude du Monte Pissis a été recalculée à 6 792 mètres. C'est un stratovolcan endormi composé de six sommets dépassant les 6 000 mètres d'altitude dont le Cumbre Upname avec 6 785 mètres d'altitude, le Cumbre Samoré, le Cumbre Gendarmería Nacional et l'Ejarg.
Il est couvert de glaciers à son sommet, notamment au nord-ouest et au sud-est, dont l'eau de fonte alimente au nord la cuvette endoréique de la Salina de la Laguna Verde, à l'ouest le bassin du Río Jáchal, et au sud le bassin du Río Bermejo-Vinchina, ces deux cours d'eau faisant partie du vaste système du Río Desaguadero.

### Géologie
Le Monte Pissis est un volcan andésitique-dacitique. Il se forme entre 6,6 et 6,2 millions d'années. Avec le Cerro Bonete Chico c'est l'un des grands complexes volcaniques formés à cette époque par la subduction de la plaque de Nazca  sous la plaque sud-américaine. Le volcanisme dans la région prend fin il y a environ 2 millions d'années.
Le Monte Pissis, le Cerro Bonete Chico et l'Incapillo forment un vaste complexe volcanique. La caldeira de l'Incapillo se forme après que le Monte Pissis s'est éteint.

## Histoire

### Premières ascension
Le sommet principal (Cumbre principal ou CAM) du Monte Pissis est gravi pour la première fois le 7 février 1937 par les alpinistes polonais Stefan Osiecki et Jan Szczepański,. Cette expédition reste 2 mois dans la région et réalise également les premières ascensions de l'Ojos del Salado, du Nevado Tres Cruces (6 750 m), du Nacimientos (6 435 m), du Patos (ou Tres Quebradas, 6 240 m) et du Copiapó (6 050 m).
Entre une vingtaine et une trentaine d'alpinistes les ont suivis depuis, notamment sur la face Nord, la voie la plus facile. La première ascension du sommet Est (Cumbre Ejército Argentino) est réalisée par une cordée argentine composée de Pablo Ojeda et Bonnina del Campo le 21 janvier 1983. La première ascension du sommet UPAME est réalisée par le Suisse Louis Glausser le 9 février 1986 ; la première ascension du sommet Samoré est réalisée par une cordée de l'armée argentine dirigée par le lieutenant-colonel José Herminio Hernández, chef du 16e régiment d'infanterie de montagne, le 19 novembre 1999 ; la première ascension du sommet Gendarmería Nacional est réalisée par Guillermo Almaraz et Marcos Cocconi le 11 novembre 1998.

### Autres ascensions
En novembre 1994, une expédition argentino-espagnole, composée de civiles et de militaires, conduite par Jaime Suárez González, atteint le sommet Est.
En novembre 2006, la province de Catamarca organise « Pissis para el Mundo », expédition à laquelle participent une centaine d'alpinistes de plus de 10 pays ; 28 d'entre eux atteignent le sommet. Il s'agit, à ce jour, de la plus grande ascension de masse sur ce volcan. La progression de l'expédition est retransmise par internet en temps réel.
Alors signalée à 6 882 mètres sur les cartes de l'institut géographique militaire argentin, l'altitude du Monte Pissis est recalculée en 2007 à la fois par des satellites et par une expédition chilienne pour être fixée à 6 792 mètres.

## Alpinisme

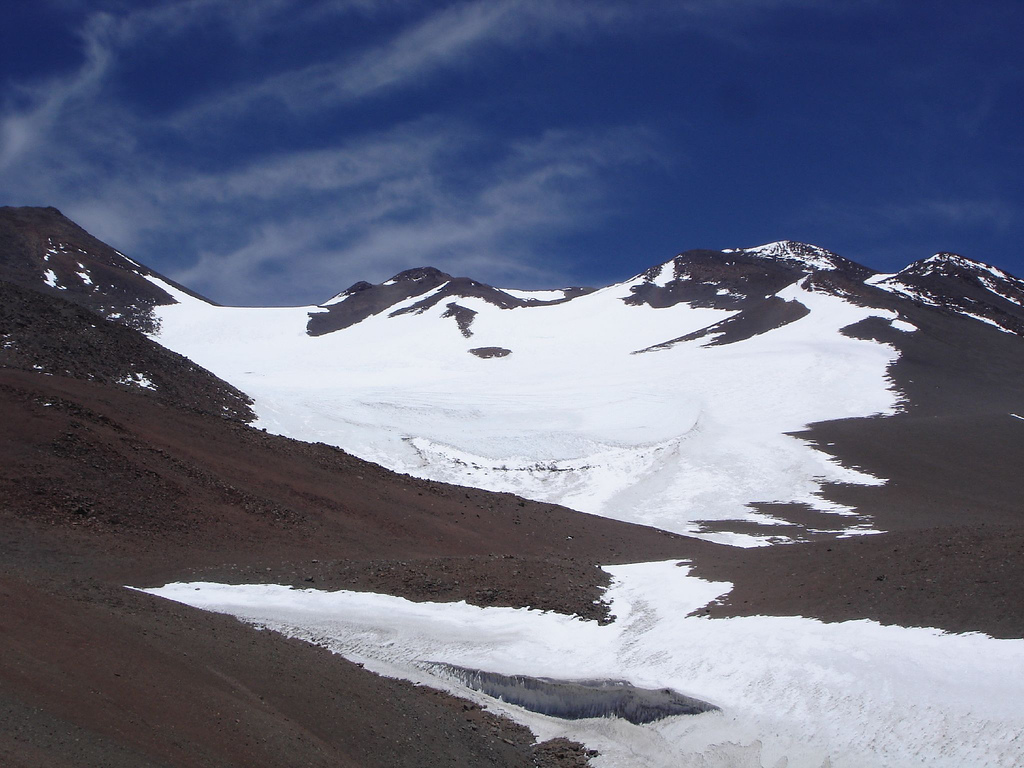
Vue du glacier de los Argentinos, depuis le camp.

La meilleure période de l'année pour le gravir est l'hiver austral, entre les mois de mai et octobre, car le climat désertique de la région fait que la seule source d'eau potable sont les chutes de neige. Son isolement, son altitude et ses conditions climatiques font que le Monte Pissis est difficilement accessible,.
- Voie normale : la voie normale longe le versant Nord-Est (côté province de Catamarca) et part du camp de base de Mar del Plata, situé à 4 600 mètres. Le premier jour d'ascension, la voie remonte un ravin jusqu'au point où le glacier s'élargit. Le camp I se trouve à 5 300 m d'altitude. Le deuxième jour, la voie traverse le glacier de los Argentinos (es) (NE) jusqu'à atteindre l'emplacement du camp II à environ 6 000 mètres. Les quelque 800 derniers mètres de dénivelé jusqu'au sommet sont réalisés le troisième jour.
- Voie italienne : sur la face Sud, la voie italienne – ouverte en 1990 – permet d'atteindre le sommet principal en empruntant le glacier de los Italianos (glacier des Italiens).
- Voie mendocine : sur la face Sud-Est, la voie mendocine – ouverte en 1983 – permet d'attendre le sommet Est (ou Cumbre Ejército Argentino).
- Voie Reinhard - Glauser : la voie ouverte par Johan Reinhard et Louis Glauser en 1985 permet d'atteindre le sommet principal en réalisant une traversée du Nord-Est au Sud-Ouest sur le glacier de los Argentinos, depuis le camp de base de Fiambalá.
- Voie du Glaciar Oeste : il s'agit de la voie la plus exigeante quant à l'approche et l'ascension du glacier Oeste, elle est ouverte en 2009.